# Tennistoernooi van Moskou 2008
Het tennistoernooi van Moskou van 2008 werd van 6 tot en met 12 oktober 2008 gespeeld op de hardcourt-binnenbanen van het oude Olympisch stadion Olimpijskij in de Russische hoofdstad Moskou. De officiële naam van het toernooi was Kremlin Cup.
Het toernooi bestond uit twee delen:
- WTA-toernooi van Moskou 2008, het toernooi voor de vrouwen
- ATP-toernooi van Moskou 2008, het toernooi voor de mannen

ATP-toernooi van Moskou – WTA-toernooi van Moskou

1996 · 1997 · 1998 · 1999 · 2000 · 2001 · 2002 · 2003 · 2004 · 2005 · 2006 · 2007 · 2008 · 2009 · 2010 · 2011 · 2012 · 2013 · 2014 · 2015 · 2016 · 2017 · 2018 · 2019 · 2020 · 2021